# Carlo Dani
Carlo Dani (* 1. Oktober 1873 in Florenz; † 15. April 1944 ebenda) war ein italienischer Opernsänger (Tenor) und Radrennfahrer.

## Leben

### Radsport
1893 wurde Carlo Dani Dritter der italienischen Straßenmeisterschaft der Profis. 1895 gewann er zwei Straßenrennen, Florenz–Livorno und Florenz–Rocca d’Arno, 1897 Florenz–Viareggio. Neben Luigi Pontecchi war er der gefeierte Lokalmatador auf der Radrennbahn im Florentiner Parco delle Cascine, auf der er im Juni 1894 bei einem Rennen den US-amerikanischen Sprint-Weltmeister Arthur Augustus Zimmerman besiegte.

### Oper
Anschließend trat Cani vom Leistungsradsport zurück und führte seine Karriere als Opernsänger fort; seine Stimmlage war Tenor. Schon 1894 hatte er sein Debüt in Florenz als „Herzog von Mantua“ in Rigoletto. In der Saison 1902/1903 trat er in der Metropolitan Opera in New York in Rigoletto, Pagliacci, La traviata,  La Bohème und Don Pasquale auf, gemeinsam mit Marcella Sembrich und Antonio Scotti. In der Saison darauf wurden diese Rollen von Enrico Caruso übernommen. 1907 gastierte Cani in Buenos Aires und São Paulo. 1910 sang er die Partie des Herzogs im Deutschen Theater in Prag, 1911 trat er in Neapel auf, und 1913 war er in Florenz als „De Grieux“ in Manon Lescaut zu hören. Zwischen 1907 und 1912 nahm er mehrere Arien auf Schallplatte auf. Vermutlich ging er später nach Australien, wo er schon 1901 und 1902 als Mitglied der Royal Italian Opera Company aufgetreten war; dort soll er als Gesangslehrer gearbeitet haben.